# Talbotiella batesii
Talbotiella batesii är en ärtväxtart som beskrevs av Baker f.. Talbotiella batesii ingår i släktet Talbotiella och familjen ärtväxter. Inga underarter finns listade i Catalogue of Life.